# Bada'
Bada' (arabiska: بداء) syftar enligt shiamuslimsk terminologi på att öden kan ändras som ett resultat av en persons handlingar. Man tolkar då att Koranen menar att man inte alltid är hindrad att bestämma sitt öde (se vers 8:53, 7:96, 37:143-144). Det är viktigt att poängtera att bada' inte menas med att det sker en ändring i Guds kunskap, eftersom Gud har kännedom om allt som sker i framtiden.
Imamiterna anser att frågor som rör det mänskliga ödet är av två typer: definitiva och preliminära.
Gud gör nämligen ingen ändring i de välgärningar som Han har visat ett folk, så länge de inte [själva] ändrar sitt sinnelag. Gud hör allt, vet allt. (Koranens budskap, 8:53)